# Stary Peterhof (stacja kolejowa)
Stary Peterhof (ros. Старый Петергоф) – stacja kolejowa w miejscowości Peterhof, w Petersburgu, w Rosji. Położona jest na linii z Dworca Bałtyckiego do Wiejmarna.

## Historia
Stacja powstała w XIX w. na linii do Oranienbaumu pomiędzy stacjami Nowy Peterhof i Oranienbaum.

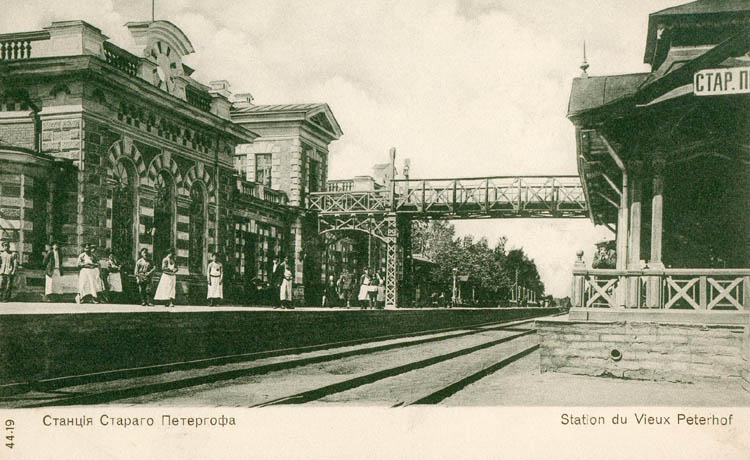
stacja w czasach carskich